# Жан II де Монфор-Кастр
Жан де Монфор (Jean de Montfort) (ум. в декабре 1300) — сеньор Ферте-Але, Бретанкура и Кастра с 1270, граф Скуиллаче.
Сын Филиппа II де Монфора и Жанны де Леви-Мирпуа.
В 1270 г. наследовал отцу, умершему в Тунисе во время Восьмого крестового похода. Жил в Неаполе, где рядом находились его итальянские владения — графства Скуиллаче и Монтескальозо. Участвовал в войнах, которые вёл Карл I Анжуйский. В отдельные периоды занимал должности коннетабля и великого камергера.
С 1291 г. капитан генерал Неаполя.
Умер 1/3 декабря 1300 г. в Фоджии, похоронен там же, 29 июня 1305 г. перезахоронен в Кастре.
Жан де Монфор был женат трижды:
- на Изабелле Малетта, дочери Манфредо Малетта и Филиппы Антиохийской;
- на Джованне ди Фазанелла, синьоре ди Дженцано, дочери Пандольфо ди Фазанелла;
- (помолвка 11 июля 1272) на Маргарите де Бомон-ан-Гатинэ (ум. 1307), дочери Пьера, сеньора де Бомон-ан-Гатинэ (ум. 10.05.1273). После смерти отца Маргарита унаследовала графство Монтескальозо.

Детей ни в одном из браков не было.
Маргарита де Бомон-ан-Гатинэ в 1303/06 г. вышла замуж за Роберта II де Дрё, сеньора де Бо. Вероятно, он этим браком хотел подкрепить свои притязания на графство Скуиллаче.
После смерти Жана де Монфора его французские владения унаследовала сестра — Элеонора (ум. после 18 мая 1338), жена Жана V, графа Вандома.